# Dubrave (żupania dubrownicko-neretwiańska)
Dubrave – wieś w Chorwacji, w żupanii dubrownicko-neretwiańskiej, w gminie Pojezerje. W 2011 roku pozostawała niezamieszkana.